# Rada szkoły
Rada szkoły – rada szkoły, organ społeczny, powoływany na podstawie ustawy z dnia 14 grudnia 2016 r. - Prawo oświatowe przez dyrektora szkoły; jego zadaniem jest udział w rozwiązywaniu wewnętrznych spraw szkoły.

## Historia
O utworzeniu rady szkoły decyduje organ prowadzący stosownie do art. 98 ust. 1 pkt 5 Ustawy Prawo oświatowe – w statucie szkoły określa się jej organy, zaś pierwszy statut, w myśl art. 88 ust. 7 Ustawy Prawo oświatowe, nadaje organ prowadzący. Jeżeli w momencie tworzenia szkoły i nadawania jej statutu organ prowadzący nie przewidział funkcjonowania w placówce rady szkoły, droga do jej powołania nie jest zamknięta. Mając jednak na uwadze przywołane wcześniej regulacje, trzeba stwierdzić, że rada może zacząć funkcjonować w istniejącej już szkole pod warunkiem zmiany statutu i wpisania jej do katalogu organów szkoły. Zmiany statutu nie może dokonać jednak organ prowadzący, gdyż uprawniony jest on do nadawania jedynie pierwszego statutu. Kolejne, podobnie jak zmiany, uchwala – zgodnie z art. 80 ust. 2 pkt 1 Ustawy Prawo oświatowe – rada szkoły, a w sytuacji, kiedy jej nie powołano, uprawnienie to wykonuje – na zasadzie art. 82 ust. 2 – rada pedagogiczna.

## Zadania
Zadania rady szkoły są znacznie szersze niż komitetu rodzicielskiego, który jako organizacja (a nie organ) na ogół ogranicza swoją działalność do udzielania szkole pomocy w pracy wychowawczej i w ulepszaniu materialnych warunków działalności szkoły.

### Powołanie rady szkoły
Rada szkoły może być powołana z inicjatywy dwu ciał spośród:
- rady pedagogicznej szkoły,
- rady rodziców, która może przybrać nazwę - komitetu rodzicielskiego, oraz
- samorządu uczniowskiego.

W skład rady wchodzi co najmniej 6 osób, wybranych w równej liczbie spośród: grona nauczycielskiego, ogółu rodziców uczniów i ogółu uczniów.

### Uchwały rady szkoły
Rada szkoły uchwala:
1. statut szkoły na podstawie projektu przygotowanego przez radę pedagogiczną;
2. wnioski dotyczące rocznego planu finansowego;
3. opiniuje plan pracy szkoły, projekty innowacji i eksperymentów pedagogicznych.

### Kontrole wewnętrzne
Rada szkoły może z własnej inicjatywy dokonywać oceny sytuacji w szkole, a odpowiednie wnioski przekazywać kierownictwu szkoły; wiążący charakter mają jej wystąpienia do organu sprawującego nadzór pedagogiczny o badanie i dokonanie oceny działalności szkoły, jej dyrektora lub innego nauczyciela.

### Fundusze
Rada szkoły może gromadzić fundusze z dobrowolnych składek lub innych źródeł w celu wspierania nimi statutowej działalności szkoły.

## Podstawa prawna
- Dz.U. z 2021 r. poz. 1082
- Dz.U. z 2001 r. nr 61, poz. 624